# National Geographic Kids
National Geographic Kids (часто скорочено Nat Geo Kids) — дитячий журнал, який видається компанією National Geographic Partners. У широкому розумінні видання є дитячою версією National Geographic, адаптованою для юної аудиторії. Штаб-квартира журналу розташована у Вашингтоні, округ Колумбія.

## Історія
1919 року National Geographic Society розпочало освітню діяльність, орієнтовану на учнів початкової школи, запустивши National Geographic School Bulletin, що виходив щотижня протягом навчального року. У вересні 1975 року видання припинило своє існування, поступившись новому дитячому журналу — National Geographic World.
У жовтні 2002 року журнал World, що раніше не містив реклами, був перейменований на National Geographic Kids і почав публікувати рекламні матеріали. Першими рекламодавцями стали The Walt Disney Company, Minolta, Nintendo, Scholastic Corporation і Tony's Pizza. Відгалуженням журналу є National Geographic Explorer, яке й надалі зосереджене на використанні в навчальному процесі. 2007 року розпочалося видання журналу National Geographic Little Kids, розрахованого на дошкільнят віком від 3 до 6 років, з періодичністю виходу випусків шість разів на рік. 2015 року National Geographic Partners, спільне підприємство з 21st Century Fox, отримало контрольний пакет акцій National Geographic Kids.

## Тираж
National Geographic Kids виходить десять разів на рік. Станом на червень 2006 року журнал мав понад 1,3 млн примірників англійською мовою й приблизно 4,6 млн читачів цією мовою. Окрім англомовної версії, журнал видається ще у 18 країнах іншими мовами, зокрема в Болгарії, Хорватії, Єгипті, Німеччині, Греції, Угорщині, Індонезії, Ізраїлі, Італії, Латинській Америці, Литві, країнах Бенілюксу, Польщі, Румунії, Росії, Сербії, Словенії, Туреччині та Великій Британії. Цільова аудиторія журналу — діти віком від 6 до 14 років. У складі видання працює консультативна рада з 500 передплатників, редакція також збирає відгуки читачів після кожного випуску.
Починаючи з червня 2020 року, англійська та африкаанс-версії журналу, які видавались у Південно-Африканській Республіці, були переведені у цифровий формат після 16 років друку.

## Рубрики

Логотип National Geographic Kids

У журналі National Geographic Kids публікуються численні рубрики, більшість із яких з'являються періодично. Деякі з них:
- «Amazing Animals» — цікаві факти про тварин.
- «Fun Stuff» (раніше «Kids’ Express») — інтерактивні завдання, розваги, ідеї для дозвілля.
- «The Inside Scoop» (раніше «World News») — новини зі світу, адаптовані для дітей.
- «Kids Did It!» — історії про досягнення дітей.
- «Go On Safari!» — віртуальні «сафарі» з дикими тваринами.
- «What in the World?» — загадкові світлини або події; одна з двох рубрик, що є в кожному номері.
- «Video Game Central» (раніше «The Next Level») — новини зі світу відеоігор.
- «Weird But True» — дивовижні, але правдиві факти; згодом стала основою однойменного серіалу на Disney+.
- «Cool Inventions» — цікаві й незвичні винаходи.
- «Stupid Criminals» — кумедні історії про невдалих злочинців.
- «Just Joking» — добірка жартів; друга з рубрик, що з'являється в кожному номері.
- «Sports Funnies» — смішні моменти зі світу спорту.
- «Guinness World Records» — факти й фото з книги рекордів Гіннеса.
- «Wildlife Watch» — спостереження за дикою природою.
- «Unleashed» — комікс про трьох домашніх улюбленців від Strika Entertainment.
- «Naughty Pets» — веселі фото неслухняних тварин.
- «The Green List» — екологічні теми, ініціативи, «зелені» поради.
- «Bet You Didn't Know» — рубрика сезонних фактів, схожа за форматом з «Weird But True».
- «The Big Book Of Why» — відповіді на дитячі «чому».
- «Quiz Whiz» — тести і вікторини для перевірки знань.

## Ювілейні випуски
У вересні 2000 року вийшов 25-річний ювілейний випуск National Geographic Kids. У цьому номері був опублікований список з двадцяти п'яти найулюбленіших речей читачів, серед яких перше місце зайняли обкладинки журналу. Також містилася добірка листів, які надсилали до редакції, та спеціальний випуск рубрики «Kids Did It», де розповідалося про те, як склалася доля людей, які з'являлися в журналі в дитячому віці, зокрема фігуристки Мішель Кван.
У вересні 2005 року журнал відзначив 30-річний ювілей. У спеціальному номері вийшла стаття про те, яким може бути життя через 30 років, тобто у 2035 році. Крім того, було представлено перелік із тридцяти «крутих речей» майбутнього, що демонстрували очікування і мрії молодого покоління про технічний і суспільний прогрес.